# Ramatou Mahamat Houtouin
Ramatou Mahamat Houtouin est une femme politique et socio-anthropologue tchadienne. Elle est le Ministre, Secrétaire Générale du Gouvernement, dans le gouvernement Halina II, depuis le 6 février 2025.

## Biographie
Ramatou Mahamat Houtouin est diplômé d’un Master en anthropologie sociale obtenu en l’université internationale islamique de la Malaisie et un doctorat en sciences sociales et humaines décroché à l’Université Catholique d’Afrique Centrale (UCAC) de Yaoundé. Elle commence sa carrière dans l'administration publique au sein de la Société des Hydrocarbures du Tchad (SHT). En 2019, elle fonde le Centre de Recherche et d’Actions pour le Développement (CEREAD), une initiative portée par des programmes de sensibilisation à l’amélioration de l’accès à l’éducation et aux soins de santé dans les zones rurales.

### Parcours professionnel
De février 2019 à mars 2020, elle a occupé le poste de Directrice Générale Adjointe de la Société des Hydrocarbures du Tchad (SHT). Quelques mois plus tard, le 14 juillet 2020, elle est nommée Ministre de l’Énergie du Tchad, marquant ainsi son entrée au sein du gouvernement. En octobre 2023, à la suite de la démission de Haliki Choua, Ramatou Mahamat Houtouin est nommée Ministre, Secrétaire Générale du Gouvernement,. Poste qu'elle va occuper jusqu'à nos jours.